# Polina Gelman
Polina Władimirowna Gelman (ros. Полина Владимировна Гельман, ur. 24 października 1919 w Berdyczowie, zm. 29 listopada 2005 w Moskwie) – radziecka podpułkownik lotnictwa, Bohater Związku Radzieckiego (1946).

## Życiorys
Urodziła się w rodzinie żydowskiej. Od 1920 mieszkała z rodziną w Homlu, gdzie do 1938 skończyła 10 klas szkoły, później do 1941 studiowała na Wydziale Historycznym Moskiewskiego Uniwersytetu Państwowego.
Od października 1941 służyła w Armii Czerwonej, w lutym 1942 skończyła kursy szturmanów (nawigatorów) przy wojskowej lotniczej szkole pilotów w Engelsie, od maja 1942 do maja 1945 brała udział w wojnie z Niemcami w 588 nocnym lotniczym pułku bombowym/46 gwardyjskim nocnym lotniczym pułku bombowym, w którym została szefem łączności. Od maja do lipca 1942 walczyła na Froncie Południowym, od lipca do września 1942 Północno-Kaukaskim, od września 1942 do stycznia 1943 w składzie Północnej Grupy Wojsk Frontu Zakaukaskiego, od stycznia do listopada 1943 ponownie na Froncie Północno-Kaukaskim, od listopada 1943 do maja 1944 w składzie Samodzielnej Armii Nadmorskiej, a od czerwca 1944 do maja 1945 na 2 Froncie Białoruskim. Uczestniczyła w bitwie o Kaukaz, wyzwoleniu Kubania, kerczeńsko-eltigeńskiej operacji desantowej, operacji krymskiej, operacji białostockiej, osowieckiej, mławsko-elbląskiej, pomorskiej i berlińskiej. Wykonała 857 lotów bojowych.
Po wojnie do października 1945 służyła jako szef łączności pułku bombowego w Północnej Grupie Wojsk stacjonującej w Polsce, w 1951 ukończyła Wojskowy Instytut Języków Obcych, w którym następnie pracowała, 1953-1956 kierowała biblioteką Wydziału Wojskowego przy Moskiewskim Instytucie Finansowym, w październiku 1956 została przeniesiona do rezerwy w stopniu majora. W latach 1959–1962 była tłumaczką w Centralnym Instytucie Komsomolskim, a 1962-1990 wykładowcą katedry ekonomii politycznej w Instytucie Nauk Społecznych, od 1970 w stopniu kandydata nauk ekonomicznych, następnie docenta. W 2000 otrzymała stopień podpułkownika. Została pochowana na Cmentarzu Nowodziewiczym.

## Odznaczenia
- Złota Gwiazda Bohatera Związku Radzieckiego (15 maja 1946)
- Order Lenina (15 maja 1946)
- Order Czerwonego Sztandaru (dwukrotnie - 25 października 1943 i 25 maja 1945)
- Order Wojny Ojczyźnianej I klasy (dwukrotnie - 26 kwietnia 1944 i 11 marca 1985)
- Order Czerwonej Gwiazdy (dwukrotnie - 9 września 1942 i 30 grudnia 1956)
- Medal „Za zasługi bojowe” (19 listopada 1951)

I inne.